# انتخابات مجلس الأمة الكويتي 2013
انتخابات مجلس الأمة الكويتي 2013 هي الانتخابات البرلمانية السادسة عشر في تاريخ الكويت. وأجريت الانتخابات في يوم السبت 27 يوليو 2013. وهي أول انتخابات برلمانية في الكويت تجري في شهر رمضان. وكانت المحكمة الدستورية الكويتية قد حلت مجلس الامة الكويتي الرابع عشر 2012 في 16/06/2013 وأبقت على نظام التصويت بالصوت الواحد. وكانت نسبة المشاركة 51.9% من نسبة اعداد الناخبين  بمشاركة 228 ألفا و314 مواطنا ومواطنة 

## نتائج الانتخابات
فاز الشيعة ب8 مقاعد (انخفاض 17 مقعد)، ثم السنة فازوا ب7 مقاعد (زيادة مقعدين)، والليبراليين فازوا ب3 مقاعد.

## الإقبال
اجمع المشاركين في هذه الانتخابات انها انتخابات التغير حيث فاقت نسبة التغير 50 في المئة عن نتائج مجلس 2012 الأخير الذي أبطلته المحكمة الدستورية. وكانت نسبة الحضور والتصويت وصفت بجيدة جدا 

## أسماء الفائزين حسب الدوائر

### الدائرة الأولى
أسماء الناجحين في الدائرة الانتخابية الاولي 
- عدنان عبد الصمد 4975 صوت
- فيصل الدويسان 3628 صوتاً
- د.يوسف الزلزلة 3509 أصوات
- عيسى الكندري 3326 صوتاً
- صالح عاشور 3219 صوت
- مبارك الحريص 3209 أصوات
- عبد الله الطريجي 3151 صوت
- كامل العوضي 3089 صوت
- محمد الهدية 2804 صوت
- د.معصومة المبارك 2317 صوت

وقدم المرشح عبد الحميد دشتي طعنا على نتائج الانتخابات وطلب إعادة فرز الأصوات، وجاءت نتيجة إعادة الفرز بفوزه في المركز العاشر وسقوط معصومة المبارك.

### الدائرة الثانية
أسماء الناجحين في الدائرة الانتخابية الثانية 
- مرزوق الغانم 3170 صوت
- رياض العدساني 2849 صوت
- راكان النصف 2527 صوت
- عادل الخرافي 2058 صوت
- علي الراشد 1819 صوت
- حمد الهرشاني 1753 صوت
- عودة الرويعي 1667 صوت
- خلف دميثير 1637 صوت
- عبد الرحمن الجيران 1554 صوت
- خليل الصالح 1505 صوت

### الدائرة الثالثة
أسماء الناجحين في الدائرة الانتخابية الثالثة 
- علي العمير 3560 صوت
- خليل أبل 3099 صوت
- فيصل الشايع 2623 صوت
- روضان الروضان 2148 صوت
- صفاء الهاشم 2036 صوت
- جمال العمر 1996 صوت
- محمد الجبري 1678 صوت
- يعقوب الصانع 1460 صوت
- عبد الكريم الكندري 1424 صوت
- نبيل الفضل (حكم المحكمة) اعاده فرز

### الدائرة الرابعة
أسماء الناجحين في الدائرة الانتخابية الرابعة 
- سلطان اللغيصم 2901 صوت
- سعد الخنفور 2478 صوت
- سعود الحريجي 2459 صوت
- ماجد موسى المطيري 2402 أصوات
- محمد طنا العنزي 2372 أصوات
- عسكر العنزي 2287 صوت
- منصور الظفيري 2202 صوت
- مبارك الخرينج 1962 صوت
- حسين قويعان 1873 صوت
- عبد الله العدواني 1633 صوت

### الدائرة الخامسة
أسماء الناجحين في الدائرة الانتخابية الخامسة 
- عبد الله التميمي 4135 صوت
- ماضي الهاجري 3251أصوات
- فيصل الكندري 2977 صوت
- طلال الجلال 2785 صوت
- حمدان العازمي 2407 صوت
- محمد هادي الحويلة 2139 صوت
- سيف العازمي 1754 صوت
- حمود الحمدان 1716 صوت
- سعدون حماد العتيبي 1645 صوت
- أحمد مطيع العازمي 1640 صوت

### الانتخابات التكميلية
أعلن 5 نواب استقالتهم من مجلس الأمة بسبب مُمارسات غير دستورية وعدم حيادية رئيس مجلس الأمة مرزوق الغانم في إدارة الجلسات وهم: رياض العدساني، عبد الكريم الكندري، حسين القويعان، صفاء الهاشم، علي الراشد. وفي 26 يونيو 2014، جرت انتخابات تكميلية بسبب استقالة الأعضاء، وأعلنت عن فوز كلاً من أحمد القضيبي وأحمد لاري في الدائرة الثانية، وعبد الله المعيوف وفارس العتيبي في الدائرة الثالثة، ومحمد ناصر الرشيدي في الدائرة الرابعة.
جرت انتخابات تكميلية أخرى في فبراير 2016 وذلك بسبب وفاة عضو مجلس الأمة نبيل الفضل داخل قبة البرلمان، وفاز فيها المحامي علي الخميس بعدد 7281 صوت متقدما عن أقرب منافسيه بفارق 2450 صوت.

## ابرز الخاسرين
أسماء أبرز الخاسرين في انتخابات مجلس الامة في الدوائر الخمس وهم أعضاء سابقين 
- أحمد المليفي
- عبد الله الرومي
- أحمد لاري
- خالد الشطي
- نواف الفزيع
- هاني شمس
- عدنان المطوع
- خالد الشليمي
- مبارك العرف
- حماد الدوسري
- عبد الله المعيوف

## مواضيع متعلقة
- الدوائر الانتخابية في الكويت.
- مجلس الأمة الكويتي 2013.

## وصلات خارجية
- اقتراع رمضاني اليوم... وجرائم الرشوة الأعلى في تاريخ الانتخابات